# Gros manseng

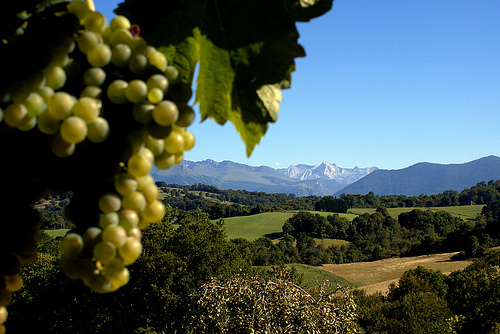
Racimo de manseng gros en Jurançon.

La gros manseng es una uva blanca de vino que crece sobre todo en el suroeste de Francia. En el País Vasco es conocida como izkiriot handi. Es parte de la familia de uvas manseng. Produce vinos secos en las regiones de Jurançon y Béarn, en el suroeste francés. En Gascuña está permitida en las Apellations d'Origine Contrôlée (AOC) Pacherenc du Vic-Bilh, Côtes de Gascogne (Gascuña) y Floc de Gascogne.

## Comparación con la petit manseng
Aunque las vides de gros manseng y petit manseng parecen muy similares, hay distintas diferencias. Las uvas gros manseng son más grandes y menos susceptibles al coulure. La vid gros manseng produce rendimientos muchos más altos pero el vino resultante es menos elegante y rico que el vino realizado con la petit manseng.

## Vinos
La gros manseng tiene potencial para producir vinos con un sabor intenso, con una acidez alta y notas a albaricoque, membrillo, especias y florales. El momento de la cosecha juega un gran papel en el tipo de vino que la uva produce. Cuando es cogida con un nivel de alcohol potencial del 11.5-12%, el vino resultante tiene más características a frutas frescas y flores. Se coge después, con un alcohol potencial de 12.5-13.5%, los sabores serán mucho más intensos y poderosos. A pesar de su gruesa piel, la uva necesita ser procesarse con cuidado para la vinificación. El zumo de la gros manseng es más oscuro que el de otras uvas blancas, lo que significa que es propensa a producir vinos con colores oscuros y dorados con un minínimo contacto con la piel en la maceración. Si las uvas son prensadas de forma muy ruda o si se deja a las uvas cosechadas estar mucho tiempo en contacto con la piel, el vino resultante será muy tosco, con un nivel excesivo de taninos y polifenoles. Algunos productores están experimentando con el vino de uvas botryzadas envejecido en barricas de roble. Este vino ha logrado similitudes con el vino de sémillon. Ese estilo es propicio para el acompañamiento con las comidas, sobre todo con el fuagrás.

## Sinónimos
La gros manseng también es conocida con los sinónimos gros mansenc blanc, gros manseng blanc, izkiriot handi, ichiriota zuria handia, ichiriota zuriahandla, manseng gros blanc y petit-mansenc.